# Mariam Gnanou
Mariam Gnanou, née le 28 mai 1997 à Koumassi, est une joueuse ivoirienne de basket-ball évoluant au poste de pivot.

## Carrière
Mariam Gnanou participe au Championnat d'Afrique 2019 avec l'équipe de Côte d'Ivoire de basket-ball.
Elle évolue en club avec les Oklahoma State Cowgirls.